# يادجار محمد ميرزا
 هذه الصفحة عن يادجار محمد الحاكم التيموري ، لآخر خان من خانية قازان انظر:  يادجار محمد (قازان)'Yädegär Möxämmäd'  
يادجار محمد ميرزا (توفي عام 1470) كان حاكم تيموري في هرات في معارضة للسلطان حسين بايقرا لمدة 6 أسابيع من 1470.
ولد يادجار محمد ميرزا للسلطان محمد بن بايسنقر، الذي كان حفيد شاه رخ ميرزا. كانت روابطه العائلية التي تسببت في قيام حسن قوصون -سلطان دولة آق قويونلو- بتسليمه أبو سعيد ميرزا بعد هزيمته في معركة قرة باغ واعتقاله في عام 1469. يدجار محمد ميرزا أعدم أبو سعيد بسبب أن أبو سعيد كان قد أمر من قبل بتنفيذ حكم الإعدام على جوهرشاد جدة أبيه و زوجة شاه رخ.
في وقت لاحق من عام 1469، أعلن حسن قوصون أن يادجار محمد ميرزا هو خليفة أبو سعيد، وقدم له القوات التيمورية حتى يتمكن من الاستيلاء على خراسان، التي كان يسيطر عليها في وقت لاحق السلطان حسين بايقرا. على الرغم من هزيمة يادجار محمد ميرزا على يد حسين في معركة في سبتمبر، تم إرسال تعزيزات جديدة من قائد آق قويونلو. علاوة على ذلك، وصل اثنان من أبناء حسن قوصون لمساعدته. وفي نهاية المطاف، اضطر حسين إلى إخلاء هرات، التي احتلها يادجار محمد ميرزا في يوليو عام 1470. وعلى الرغم من ذلك، فإن قواته كانت غير موثوقة وعاد حسين إلى دخول هرات بعد ستة أسابيع. يادجر محمد ميرزا، الذي تم القبض عليه، أعدم على الفور من قبل عدوه. كان آخر سليل شاه رخ ميرزا لعب دور مهيمن في سياسات الإمارات التيمورية.